# Hemiceras colombia
Hemiceras colombia är en fjärilsart som beskrevs av Dyar 1908. Hemiceras colombia ingår i släktet Hemiceras och familjen tandspinnare. Inga underarter finns listade i Catalogue of Life.